# Сентинел (Оклахома)
Сентинел (енгл. Sentinel) град је у америчкој савезној држави Оклахома.

## Демографија
По попису из 2010. године број становника је 901, што је 42 (4,9%) становника више него 2000. године.
| Група             | 2000.       | 2010.       |
| Белци             | 714 (83,1%) | 653 (72,5%) |
| Афроамериканци    | 1 (0,1%)    | 1 (0,1%)    |
| Азијати           | 0 (0,0%)    | 0 (0,0%)    |
| Хиспаноамериканци | 97 (11,3%)  | 186 (20,6%) |
| Укупно            | 859         | 901         |